# Makler nadzorujący
Makler nadzorujący – osoba fizyczna nadzorująca sesję giełdową od strony członka Giełdy Papierów Wartościowych w Warszawie.
Każdy członek Giełdy Papierów Wartościowych w Warszawie zobowiązany jest do zatrudnienia przynajmniej jednego maklera nadzorującego. Zadania oraz obowiązki maklera nadzorującego zostały wymienione w regulaminie giełdy oraz szczegółowych zasadach obrotu giełdowego.

## Zadania maklera nadzorującego
- Nadzorowanie procesu przekazywania zleceń na giełdę papierów wartościowych;
- Weryfikacja uprawnień i umiejętności maklerów danego członka giełdy;
- Nadawanie i odbieranie uprawnień i dostępów maklerom członka giełdy do systemu informatycznego Giełdy Papierów Wartościowych;
- Prowadzenie listy maklerów zatrudnionych u danego członka giełdy;
- Opracowanie i wdrożenie procedury przekazywania zleceń na Giełdę Papierów Wartościowych,
- Wyrażanie zgody na anulowanie transakcji giełdowych;
- Wnioskowanie o anulowanie transakcji giełdowych;
- Pełnienie funkcji osoby pierwszego kontaktu pomiędzy członkiem giełdy a Giełdą Papierów Wartościowych.

## Wymagania konieczne do rozpoczęcia pełnienia funkcji maklera nadzorującego
- Wpis na listę licencjonowanych maklerów papierów wartościowych;
- Zatrudnienie u członka Giełdy Papierów Wartościowych lub pełnienie funkcji w organach statutowych członka giełdy;
- Zdanie egzaminu organizowanego przez Giełdę Papierów Wartościowych na maklera nadzorującego.